# دوهاگادی
دوهاگادی (به لاتین: Duhagadhi) یک دهستان در نپال است که در بخش جاپا واقع شده‌است. دوهاگادی ۶٬۴۹۹ نفر جمعیت دارد.